# Kirchtroisdorf
Kirchtroisdorf is een plaats in de Duitse gemeente Bedburg, deelstaat Noordrijn-Westfalen, en telt 1.113 inwoners (30 juni 2021). Het ligt ten westen van Bedburg-stad. Kirchtroisdorf is per stadsbus vanuit Bedburg bereikbaar.
Het, in de middeleeuwen ontstane, boerendorp werd in 1822 door brand nagenoeg geheel verwoest en daarna weer opgebouwd. Het maakt samen met het direct ten noorden van Kirchtroisdorf gelegen, per 30 juni 2021 slechts 174 inwoners tellende, Kleintroisdorf deel uit van de Ortschaft Kirch-/Kleintroisdorf.
Voor meer informatie over de geschiedenis van dit tweelingdorp en zijn oude, grote boerderijen zie de link naar een webpagina van de gemeente Bedburg hieronder.